# Rhipsalis baccifera

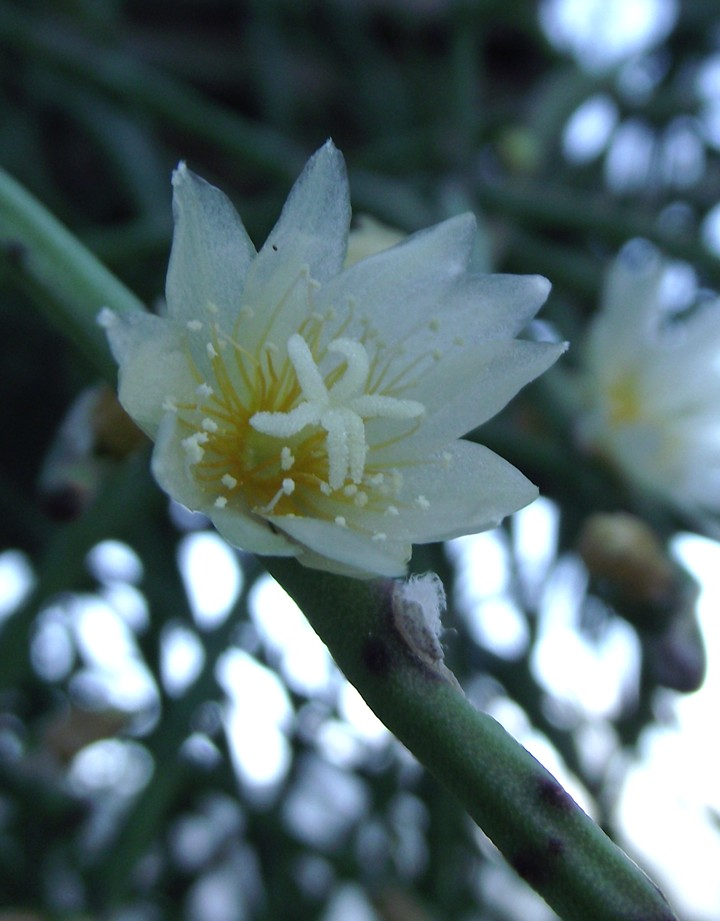
Blüte

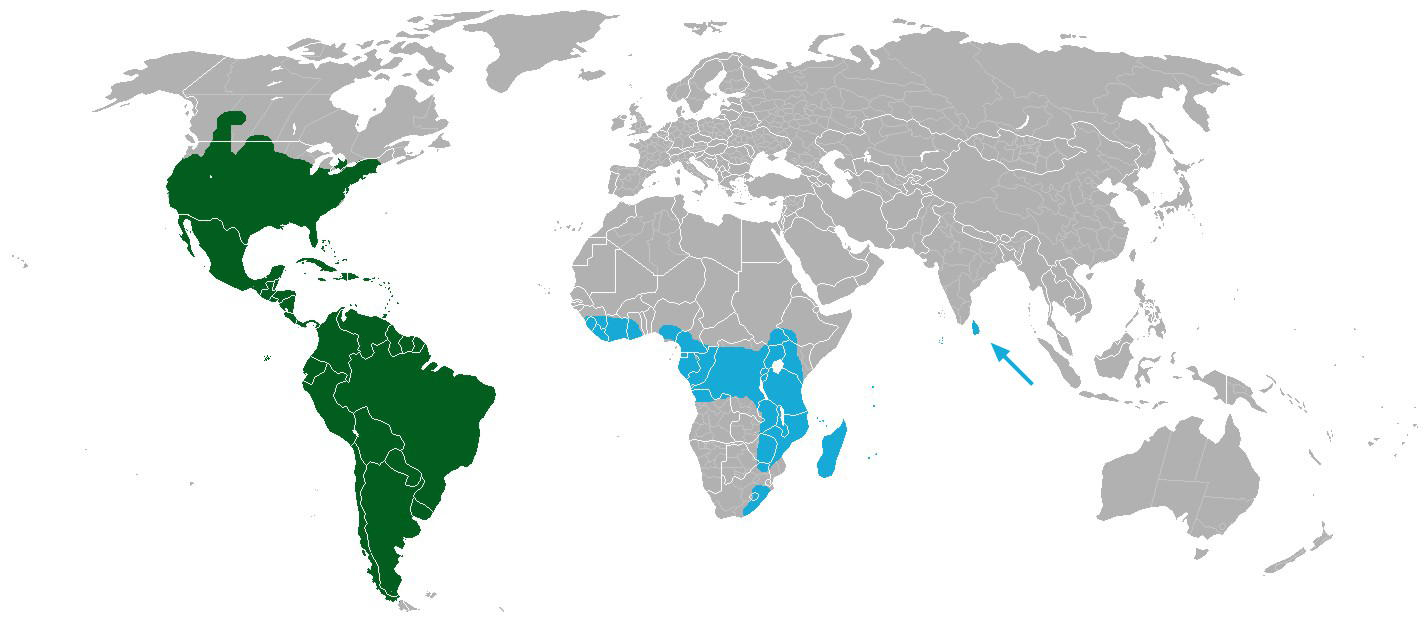
Natürliches Verbreitungsgebiet der Kakteengewächse (Cactaceae):
nur Rhipsalis baccifera
alle anderen Kakteen

Rhipsalis baccifera ist eine Pflanzenart in der Gattung Rhipsalis aus der Familie der Kakteengewächse (Cactaceae). Das Artepitheton baccifera leitet sich von den lateinischen Worten bacca für ‚Beere‘ sowie -fer für ‚-tragend‘ ab und verweist auf die Früchte der Art. Sie ist die am weitesten verbreitete Kakteenart und kommt als einzige außerhalb von Amerika vor.

## Beschreibung
Rhipsalis baccifera wächst epiphytisch oder lithophytisch mit hängenden, zweigestaltigen Trieben von 1 bis 4 Meter Länge. Die Verlängerungstriebe besitzen unbegrenztes Wachstum. An ihrer Triebspitze sitzen zusammengesetzte Areolen. Die Verzweigung erfolgt akroton. Normale Triebe sind lang, schlank, drehrund und weisen einen Durchmesser von 4 bis 6 Millimetern auf. Aus den Areolen entspringen manchmal ein oder zwei steife, bis zu 1 Millimeter lange Borsten.
Die seitlich erscheinenden, weißlichen Blüten erreichen einen Durchmesser von 5 bis 10 Millimetern. Die kugelförmigen, durchscheinenden Früchte sind weiß bis etwas rosafarben. Sie weisen einen Durchmesser von 5 bis 8 Millimetern auf.

## Verbreitung, Systematik und Gefährdung
Rhipsalis baccifera ist im tropischen Amerika und Afrika sowie auf Madagaskar, den Seychellen, Mauritius, Réunion und Sri Lanka verbreitet.
Die Erstbeschreibung als Cassyta baccifera erfolgte 1771 durch Johann Sebastian Mueller. William Thomas Stearn stellte die Art 1939 in die Gattung Rhipsalis.
Ein taxonomisches Synonym ist unter anderem Rhipsalis cassutha Gaertn (1788), die Typusart der Gattung.
Es werden folgende Unterarten unterschieden:
- Rhipsalis baccifera subsp. baccifera
- Rhipsalis baccifera subsp. cleistogama M.Kessler, Ibisch & Barthlott
- Rhipsalis baccifera subsp. erythrocarpa (K.Schum.) Barthlott
- Rhipsalis baccifera subsp. horrida (Baker) Barthlott
- Rhipsalis baccifera subsp. mauritiana (DC.) Barthlott

## Nachweise

## Weiterführende Literatur
- J. H. Cota-Sánchez, M. Bomfim-Patricio: Seed morphology, ploidy and the evolutionary history of the epiphytic cactus Rhipsalis baccifera (Cactaceae). In: Polibotánica. Band 29, 2010, S. 107–129, PDF.